# Josef Clemens
Josef Clemens (ur. 20 czerwca 1947 w Siegen) – niemiecki duchowny katolicki, biskup, sekretarz Papieskiej Rady ds. Świeckich w latach 2003-2016.

## Życiorys
10 października 1975 otrzymał w Rzymie święcenia kapłańskie z rąk kard. Hermanna Volka. Studiował w Collegium Germanicum, doktoryzował się z teologii moralnej na Papieskim Uniwersytecie Gregoriańskim. Inkardynowany do archidiecezji Paderborn, przez kilka lat pracował jako wikariusz parafialny w Bielefeld i Dortmundzie. Od 1983 był przez 19 lat sekretarzem kard. Josepha Ratzingera, jednocześnie pracując w kierowanej przez niego Kongregacji Nauki Wiary. Po jego nominacji biskupiej zastąpił go ks. Georg Gänswein.
12 lutego 2003 został podsekretarzem Kongregacji ds. Instytutów Życia Konsekrowanego i Stowarzyszeń Życia Apostolskiego.

### Episkopat
25 listopada 2003 został mianowany przez Jana Pawła II sekretarzem Papieskiej Rady ds. Świeckich oraz biskupem tytularnym diecezji Segermes.
Sakry biskupiej 6 stycznia 2004 udzielił mu ówczesny kardynał Joseph Ratzinger – późniejszy papież Benedykt XVI. Urząd sekretarza Rady pełnił do 2016, kiedy to została włączona w struktury Dykasterii ds. Świeckich, Rodziny i Życia.